# Râul Nadiș
Râul Nadiș este un curs de apă, afluent al râului Sălaj. 